# Edouard Espana
Edouard Espana (31 oktober 1989) is een golfer uit Frankrijk.

## Amateur
In 2011 bereikte hij de finale in de Coupe Ganay maar verloor van Olivier Ronzer. In de Masters 13 eindigde hij als beste amateur op de 8ste plaats, net als Lionel Weber.
In 2012 won hij de 85ste editie van de Coupe de La Mouchy (matchplay) en werd hij 14de op het US Amateur Kampioenschap. Hij kwam op de 38ste plaats van de wereldranglijst.

### Overwinningen
Nationaal
- 2010: Grand Prix des Landes-Hossegor (-17)
- 2011: Coupe Patrick Frayssineau (-12), Coupe Murat (par)
- 2012: Coupe de La Mouchy (-5)

Internationaal
- 2012: Tourschool (Stage 1 op Ebreichsdorf)

## Professional
Espana werd in 2013 professional. Aanvankelijk speelde Espana op de Challenge Tour. In 2014 eindigde Espana op de 11e plaats in de Order of Merit van de Challenge Tour zodat hij in 2015 mocht spelen op de Europese PGA Tour, de belangrijkste golftour in Europa. Zijn beste resultaat behaalde Espana met een tweede plaats op de Open de España, achter James Morrison. Na een minder goed seizoen op de Europese PGA Tour in 2016 speelde Espana vanaf 2017 terug op de Challenge Tour en enkele toernooien op de Pro Golf Tour. Vanaf 2019 speelt Espana voornamelijk op de Alps Tour;